# Сан-Жозе-дус-Кордейрус
Сан-Жозе-дус-Кордейрус (порт. São José dos Cordeiros) — муниципалитет в Бразилии, входит в штат Параиба. Составная часть мезорегиона Борборема. Входит в экономико-статистический микрорегион Карири-Осидентал. Население составляет 3658 человек на 2006 год. Занимает площадь 417,744 км². Плотность населения — 8,8 чел./км².

## Статистика
- Валовой внутренний продукт на 2003 год составляет 7 336 805,00 реалов (данные: Бразильский институт географии и статистики).
- Валовой внутренний продукт на душу населения на 2003 год составляет 1892,39 реалов (данные: Бразильский институт географии и статистики).
- Индекс развития человеческого потенциала на 2000 год составляет 0,631 (данные: Программа развития ООН).